# Michael Lurz
Michael Georg Lurz (* 24. Februar 1851 in Herrnmühle; † nach 1903) war Zollbeamter und Mitglied des Deutschen Reichstags.

## Leben
Lurz besuchte die Lateinschule in Haßfurt von 1862 bis 1866 und das humanistische Gymnasium in Münnerstadt bis 1870. Er studierte Rechtswissenschaften an der Universität München (1870–71) und der Technischen Hochschule München von 1871 bis 1873. Zwischen 1873 und 1875 war er Zollpraktikant in Lindau, München, Landshut und Würzburg. 1875 wurde er Zollassistent in Würzburg, 1876 Zollassistent in Bamberg und 1880 Nebenzollamts-Kontrolleur in Kempten. 1882 wurde er Hauptzollamtsoffizial in Regensburg, 1887 Zollrechnungs-Kommissar bei der Generaldirektion der Zölle und in der Direktion Steuern in München, 1888 Hauptzollamts-Kontrolleur zu Würzburg und 1895 Hauptzollamtsverwalter in Furth im Wald.
Von 1898 bis 1903 war er Mitglied des Deutschen Reichstags für den Wahlkreis Unterfranken 6 (Würzburg) und die Deutsche Zentrumspartei.